# Cifrão
| Cifrão        | Cifrão                                |
| ------------- | ------------------------------------- |
| En unicode    | No está en unicode                    |
| Moneda        |                                       |
| Moneda        | Escudo caboverdiano, Escudo portugués |
| Relacionado   |                                       |
| Véase también | Signo de peso o signo de dólar        |

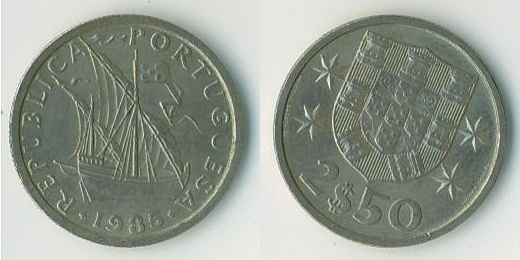
Cifrão en el reverso de una moneda de escudo portugués 2.50.

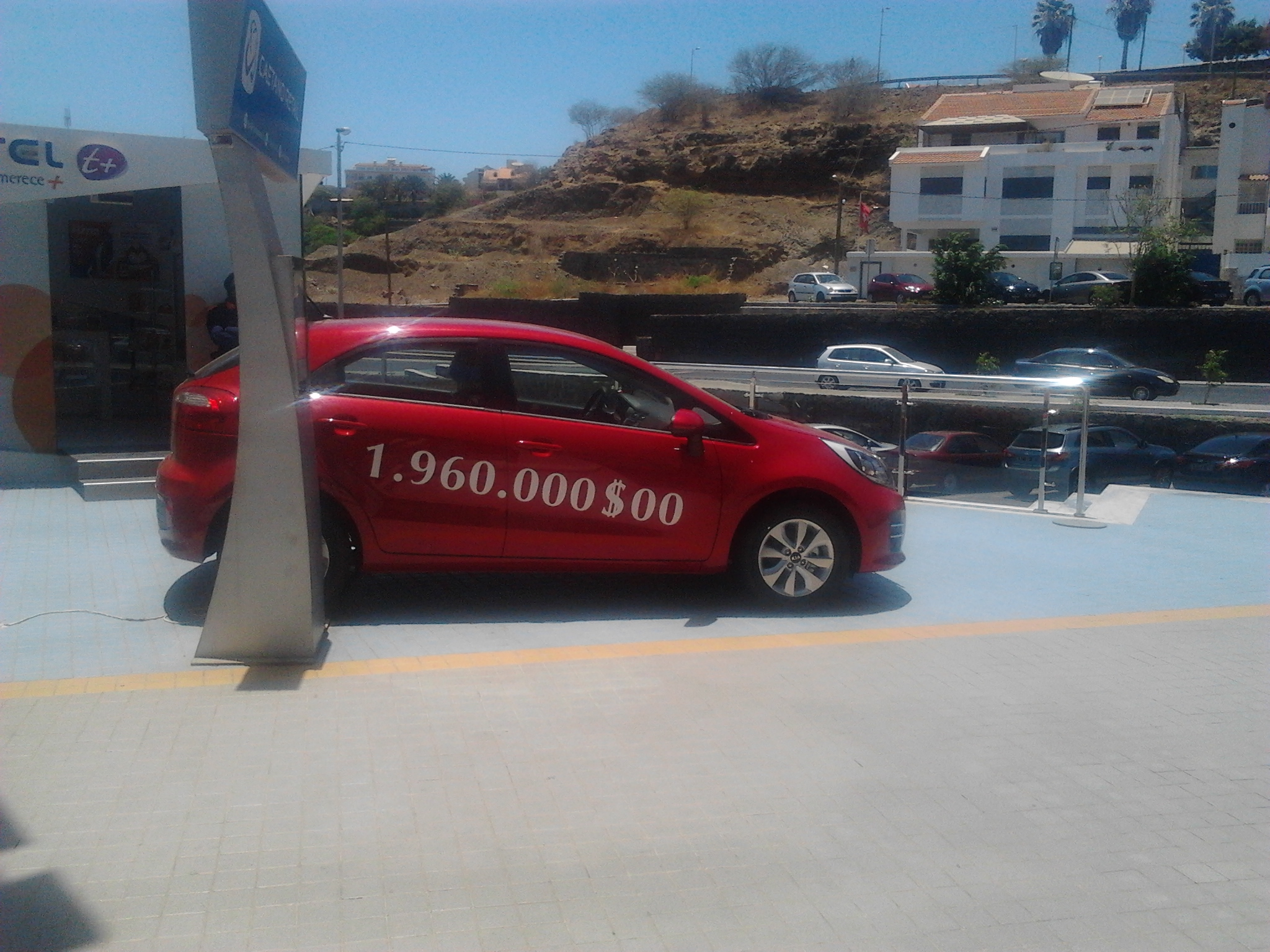
Se vende un auto, que muestra el uso del cifrão en Cabo Verde.

El cifrão ({\displaystyle \mathrm {S} \!\!\!\Vert }) (pronunciación en portugués: /siˈfɾɐ̃w̃/ (escucharⓘ)) es un signo de moneda similar al signo de peso o signo de dólar ($) pero siempre escrito con dos líneas verticales. Es el símbolo de la antigua moneda portuguesa y es el signo oficial del escudo de Cabo Verde (ISO 4217: CVE).
Anteriormente fue utilizado por el escudo portugués (ISO: PTE), antes de su reemplazo por el euro y por el escudo de Timor portugués (ISO: TPE), y antes de su reemplazo por la rupia indonesia y el dólar estadounidense. En el uso portugués y caboverdiano, el cifrão se coloca como un punto decimal entre los valores de escudo y centavo (por ejemplo, 2 $ 50). El nombre viene del árabe.
El soporte para el símbolo varía. A 2019, el estándar Unicode considera que la distinción entre signos de peso de una y dos barras es una distinción estilística entre fuentes, y no tiene un punto de código separado para el cifrão. El símbolo no está en la pipeline de octubre de 2019, pero parece estar bajo consideración activa.
Las siguientes fuentes muestran un signo de peso de doble barra para el punto de código 0024:[cita requerida] Baskerville de peso regular, Big Caslon, Bodoni MT, Bradley Hand ITC, Brush Script MT, Garamond, STFangsong, STKaiti y STSong ($). 
En LaTeX, con el paquete textcomp instalado, el cifrão ({\displaystyle \mathrm {S} \!\!\!\Vert }) se puede ingresar utilizando el comando \textdollaroldstyle. 
Sin embargo, debido a la sustitución de fuentes y la falta de un punto de código dedicado, el autor de un documento electrónico que usa una de estas fuentes con la intención de representar un cifrão no puede estar seguro de que cada lector verá un glifo de doble barra en lugar de uno de una sola barra.
Debido a la continua falta de apoyo en Unicode, con frecuencia se utiliza el signo de peso o signo de dólar en su lugar, incluso para fines oficiales. Cuando existe algún riesgo de malentendido, se utiliza el acrónimo de tres letras ISO 4217.

## Otros usos
En México, Colombia y Chile, se usaba para distinguir los de la moneda local que usaba el signo del peso. Sin embargo, la presente convención en estos países para usar el símbolo del peso para dólares y especificar USD (dólares estadounidenses) después de la moneda. 